# Sentimiento gaucho
Sentimiento gaucho es un tango estrenado en 1924 cuya música pertenece a Francisco y Rafael Canaro en tanto que la letra es de Juan Andrés Caruso. La obra no tenía letra originalmente y la misma fue agregada en 1925 después que había sido estrenado y galardonado con el premio del Concurso del Disco Nacional.

## Los autores
Francisco Canaro es el nombre artístico de Francisco Canarozzo (San José de Mayo, Uruguay, 26 de noviembre de 1888 — Buenos Aires, 14 de diciembre de 1964), que fue un compositor de tangos, violinista y director de orquesta de larga actuación en Argentina, país en el cual se nacionalizó. Algunas de sus tangos que se recuerdan son El Tigre Millán, Yo no sé que me han hecho tus ojos (1933), Madreselva (1931),  Adiós Pampa mía (1945), La última copa, Soñar y nada más, Destellos (1942) y Se dice de mí (1943). En 1923 dirigió la orquesta que inauguró el cabaré Tabarís y allí estaba cuando compuso Sentimiento gaucho, que dedicó "a la simpática barra del Central: Luis Presa, Héctor Heredia, Amadeo Bellosi, Agustín y Martín Porcile, Felix Sola, Ernesto Carnevale; Eduardo, Enrique y Genaro Camerieri; Cesario y José González; Emilio D'Amato, Nicodemo Galíndez, José Arraigada, Genaro Marcalain, Alfonso Criscuolo, Emilio Mazurquelli" aludiendo al Café Central anteriormente llamado Café Gaulois, de Avenida de Mayo 899, baluarte del tango donde también habían actuado los conjuntos de Brignolo, Augusto Berto y Julio De Caro.
Rafael Canarozzo, más conocido como Rafael Canaro (San José de Mayo, Uruguay; 22 de junio de 1890 - Mar del Plata, Argentina; 28 de enero de 1972)  fue un reconocido músico, director de orquesta y compositor uruguayo nacionalizado en Argentina. Era el hermano menor de Francisco Canaro.

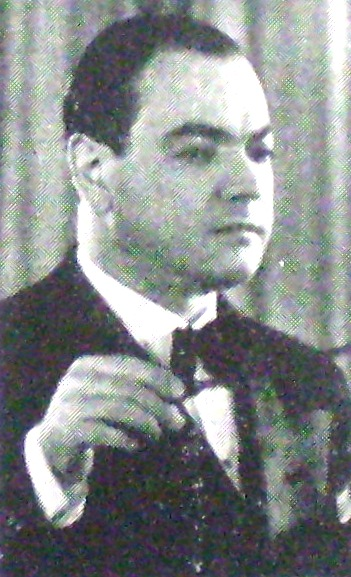
Francisco Canaro

Juan Andrés Caruso (La Plata, provincia de Buenos Aires Argentina, 20 de septiembre de 1890 – Buenos Aires, íd., 1 de marzo de 1931 ) fue un periodista, letrista de tango y comediógrafo  con  obras vinculadas al tango. Estuvo casado con la actriz Elvira Quiroga desde 1921. Era vecino y amigo de Francisco Canaro y sus hermanos, Vicente y Ángel Greco, Bardi, Prudencio Aragón, Castriota, el Tano Genaro, el Tuerto Camarano y otros. La primera letra que escribió fue el tango Cara sucia para una música de Canaro. Fue redactor en el diario La Montaña y, más adelante, trabajó en las redacciones de Crítica, Última Hora y Mundo Argentino y fue director de la publicación especializada El Teatro Nacional. Algunos de los tangos de su autoría que se recuerdan en especial son La última copa con música de Canaro y Alma de bohemio (1940) en colaboración con Roberto Firpo, entre otros.

## Historia
En 1924 estaba en plena difusión la discográfica  ‘Nacional’ –perteneciente a la compañía fonográfica propiedad de Max Glücksmann y decidió realizar  concursos de tangos entre autores y compositores. El primero se desarrolló ese año en el cine-teatro ‘Grand Splendid’, ubicado en la avenida Santa Fe. Los tangos competían solamente por los méritos de su música, sin incidir la letra aunque la tuviesen. Las obras, inéditas, eran presentadas a la empresa ‘Glücksmann’ firmadas por sus propios autores, y tras una selección previa realizada por su dirección artística eran ejecutados en la sala por la orquesta de Roberto Firpo sin cantor. Luego de cada función el público votaba escribiendo en un talón que llevaba adherido cada entrada el nombre de su elegido, que luego depositaba en una urna a la salida de la sala; los ganadores pasaban a la ronda siguiente hasta que en una función final se definían los triunfadores.

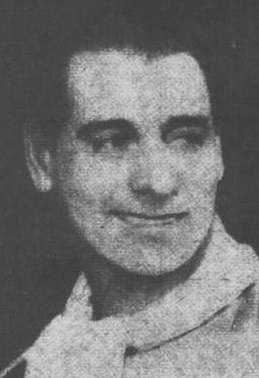
Rafael Canaro

José González Castillo le confió a Francisco García Jiménez que desde la primera rueda había comprado una cantidad de entradas en cada función en que competía Organito de la tarde para, en tal forma, sumar esos votos para su tango. Esto lo pudo hacer hasta la rueda final porque al llegar a la boletería encontró que había pocas localidades disponibles y esa noche la votación estableció los ganadores: los dos primeros fueron para las figuras del género más populares del momento entre el elenco de Nacional, primero Sentimiento gaucho y segundo Pa que te acordés, de Francisco Lomuto, quedando el tercer premio para Organito de la tarde. Tiempo después González Castillo supo que a las familias habitués les daban las entradas sin el talón del voto y que además la compañía organizadora se había reservado una considerable cantidad de entradas con cuyo voto podían decidir el concurso.

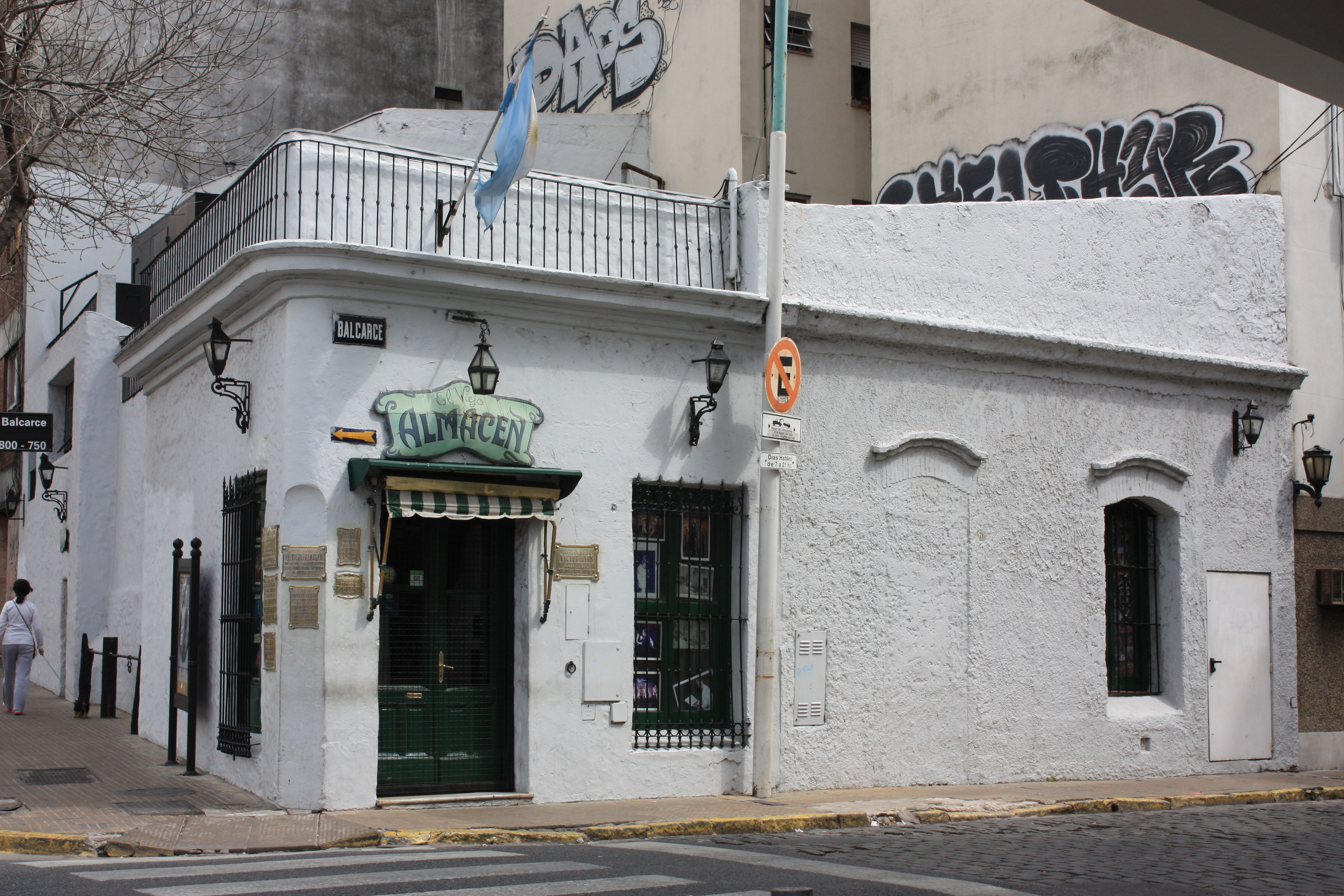
Fachada actual del Viejo Almacén

## Algunos aspectos de la letra

### Paseo Colón
El Paseo Colón mencionado en el tango es una arteria vial del centro histórico de la ciudad de Buenos Aires respecto de la cual ya desde la década de 1890 existían ordenanzas municipales que exigían que las construcciones en la entonces avenida costera tuvieran recova, obligación que se mantuvo por lo cual todos los edificios de la vereda oeste de la avenida la tienen, obligación que nunca fue aplicada a las construcciones del lado opuesto.

### El Viejo Almacén
La primera estrofa de Sentimiento gaucho que dice “en un viejo almacén del Paseo Colón donde van los que tienen perdida la fe” dio origen al nombre de una tradicional tanguería ubicada en Balcarce  793 e avenida Independencia, a metros de la avenida Paseo Colón en el barrio porteño de San Telmo, fundada el 9 de mayo de 1969 por el cantante Edmundo Rivero sobre una edificación colonial y declarada Sitio de Interés Cultural por el Concejo Deliberante en 1982. 

## Represión cultural iniciada por la dictadura de 1943
A partir de 1943 dentro de una campaña iniciada por la dictadura militar de 1943 que obligó a suprimir el lenguaje lunfardo, como así también cualquier referencia a la embriaguez o expresiones que en forma arbitraria eran consideradas inmorales o negativas para el idioma o para el país, la versión grabada por Canaro con la voz de Nelly Omar en 1947 tiene el texto modificado para que se permita su difusión, en la cual el bebedor desahuciado se convierte en un prolijo ciudadano del interior y la traición con otro hombre, pasa a ser un simple abandono en pos de sueños:
Texto original
En un viejo almacén del Paseo Colón
donde van los que tienen perdida la fe,
todo sucio, harapiento, una tarde encontré
a un borracho sentado en oscuro rincón.
La mujer que yo quería con todo mi corazón
se me ha ido con un hombre que la supo seducir
Porque todo aquel amor que por ella yo sentí
lo cortó de un solo tajo con el filo'e su traición...
Si por celos a un hombre se puede matar
se perdona cuando habla muy fuerte el querer
a cualquiera mujer.

Texto censurado
En un viejo almacén del Paseo Colón
donde van los que tienen perdida la fe,
entre sombras de penas una noche encontré
a un paisano sentado en oscuro rincón.
La mujer que yo quería con todo mi corazón
se me ha ido tras un sueño que no supo resistir
Porque todo aquel amor que por ella yo sentí
lo cortó de un solo tajo con el filo del dolor.
Que si a veces un hombre a otros puede enfrentar
se perdona cuando habla muy fuerte el querer
a cualquiera mujer.
Las restricciones continuaron al asumir el gobierno constitucional el general Perón y en 1949 directivos de SADAIC le solicitaron al administrador de Correos y Telecomunicaciones en una entrevista que se las anularan, pero sin resultado. Obtuvieron entonces una audiencia con Perón, que se realizó el 25 de marzo de 1949, y el presidente –que afirmó que ignoraba la existencia de esas directivas- las dejó sin efecto.
En octubre de 1953 se aprobó la Ley de Radiodifusión n.º 14.241 que no tenía previsiones sobre el uso del lenguaje popular en radio pero las restricciones en alguna medida continuaban, y motivó la denuncia de SADAIC en enero de 1950 a la irradiación de ciertos temas por Radio El Mundo; no obstante tal denuncia, en 1952 la propia entidad de los autores acordó con las autoridades una lista de canciones populares que por razones de buen gusto o decoro idiomático no debían pasarse por radio; en definitiva, SADAIC no cuestionaba la censura en sí misma sino quién la aplicaba.
Por otra parte, por temor de los músicos algunas piezas, como el tango Al pie de la Santa Cruz y la Milonga del 900, siguieron ejecutándose con modificaciones en las partes a las que se podía asignar contenido político.

## Grabaciones
Francisco Canaro grabó Sentimiento gaucho como instrumental con su orquesta en 1924, 1927, 1930 y 1940; con la voz de Ada Falcón en 1951, con la de Nelly Omar en 1947 en Odeon y en 1951 con Alberto Arenas. Tiene otras dos grabaciones con el Quinteto Pirincho en 1961, una con su orquesta realizada en Japón y otra con la voz de Ada Falcón en el filme Ídolos de la radio dirigida por Eduardo Morera en 1934.  Entre las grabaciones realizadas por otros músicos se encuentran las realizadas por Carlos Gardel con acompañamiento de guitarras en 1924 para Odeon, Ignacio Corsini en 1925, José Basso con la voz de Oscar Ferrari en 1955, Juan D’Arienzo con la voz de Osvaldo Ramos en 1965, Virginia Luque, por Miguel Montero con la orquesta de José Libertella  en 1972 y  Florindo Sassone en versión instrumental en 1972.